# Monumentul Soldatului Necunoscut (Serbia)

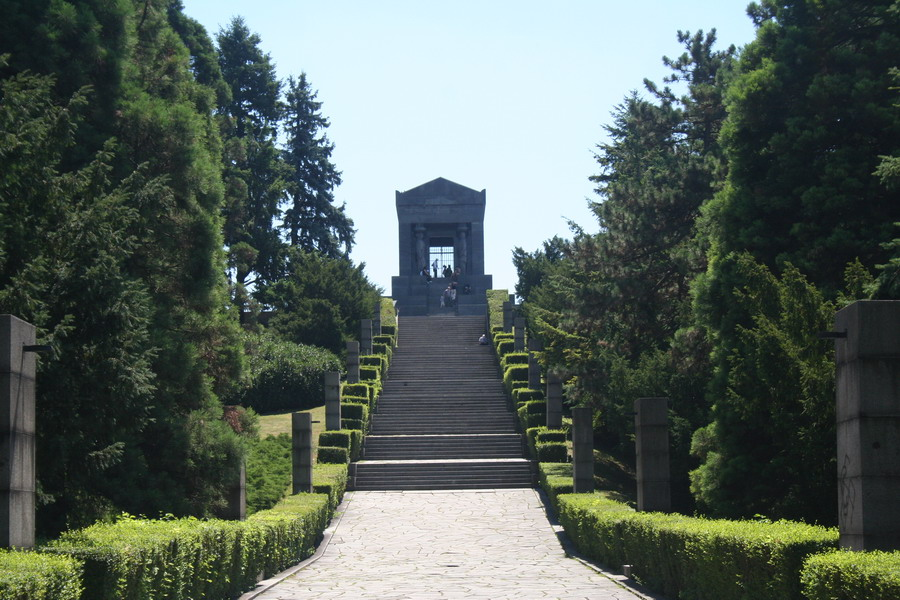
Monumentul Soldatului Necunoscut

Monumentul Soldatului Necunoscut (în sârbă Споменик Незнаном јунаку / Spomenik Neznanom junaku) este un memorial dedicat soldaților care au murit în Primul Război Mondial, situat pe culmea muntelui Avala, la sud-est de Belgrad, Serbia, și proiectat de sculptorul Ivan Meštrović. Memorialul a fost construit între anii 1934-1938 pe locul unde un soldat sârb necunoscut a fost îngropat. Este similar cu multe alte morminte ale soldatului necunoscut construite de către aliați după război. Cetatea Žrnov a fost construită anterior pe același loc.

## Istorie și design
Monumentul a fost construit în apropiere de locul unde un alt monument al soldatului necunoscut a fost construit în 1922. Acel monument a fost construit peste mormântul unui soldat necunoscut sârb care a fost ucis de către obuzier  austro-ungar în 1915 în timpul Campaniei din Serbia. Când noul complex memorial a fost terminat în 1938, sicriul cu rămășițele soldatului necunoscut a fost mutat în cripta aflată în interiorul noului monument. Înainte de începerea construcții noului monument în 1934, în acel loc se afla vechea fortificație a orașului Žrnov, în vârful muntelui Avala. Aceasta a fost apoi demolată cu dinamită pentru a elibera spațiul pentru noul monument. Regele Alexandru I al Iugoslaviei a pus piatra de temelie pentru noul monument pe 28 iunie 1934, cu puține luni înainte de a fi asasinat la Marsilia.

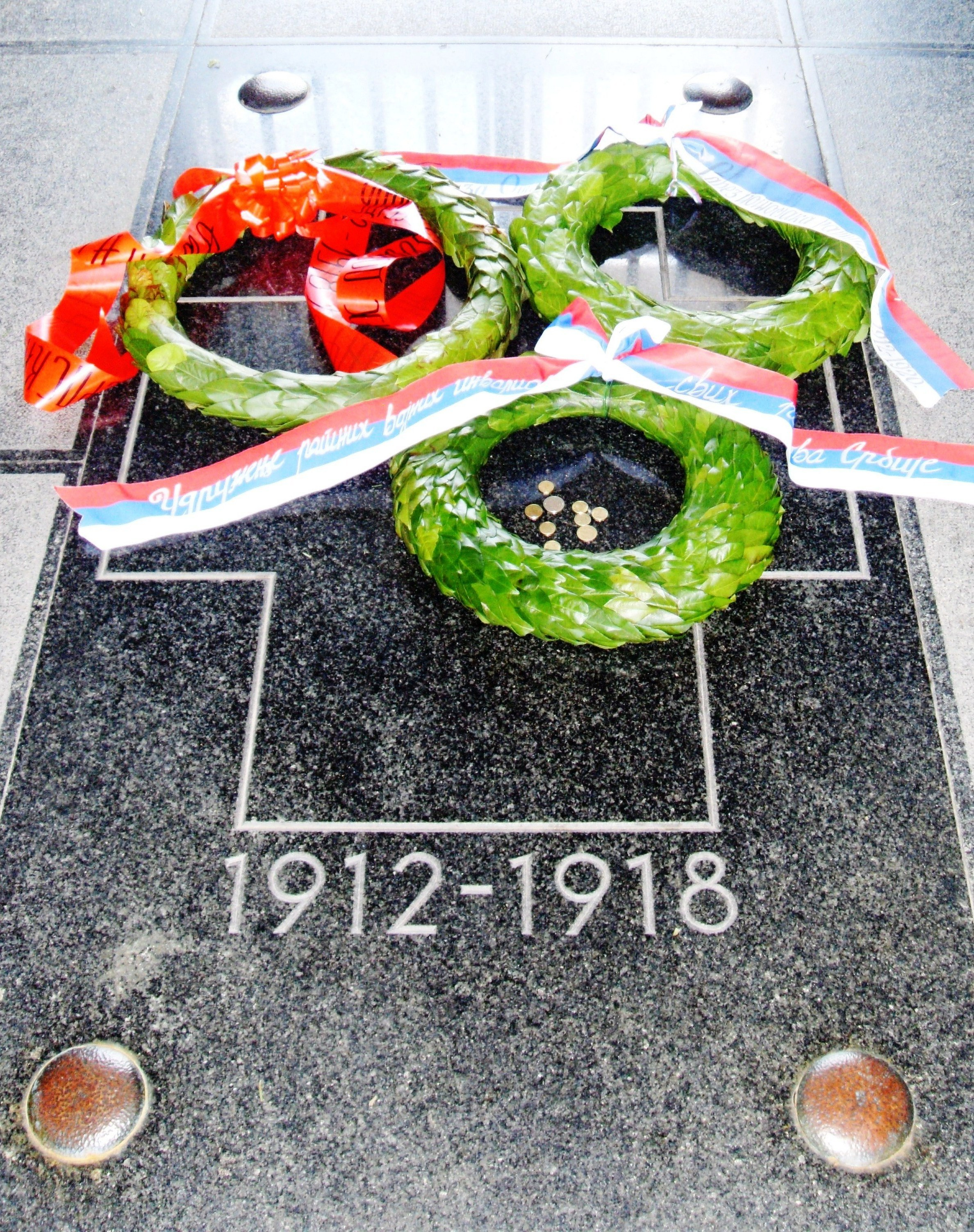
Mormântul Eroului Necunoscut în interiorul monumentului

Construcția acestui monument a fost comandată de Regele Alexandru I al Iugoslaviei, pentru a comemora victimele Războaielor Balcanice (1912-1913) și din Primul Război Mondial (1914-1918). Monumentul a fost proiectat de sculptorul croat Ivan Meštrović, iar inginer principal a fost Stevan Živanović. Membri ai Armatei Regale Iugoslave și Marinei au luat parte în procesul de prelucrare și montare a blocurilor. Monumentul este în formă de sarcofag realizat din granit negru din Jablanica. Sarcofagul este înconjurat de cariatide, reprezentând toate popoarele din Regatul Iugoslaviei. Ele reprezintă femei bosniece, muntenegrence, dalmațiane, croate, sârbe, slovene și voivodine. Partea de sus a sarcofagului este marcat cu inscripția „Regele Alexandru I al Iugoslaviei la Eroul Necunoscut”. Monumentul are o înălțime de 14,5 m, și o lungime de 36 de metri, în timp ce scările din apropierea sa au 93 de metri lungime. Mormântul cu rămășițele eroului necunoscut este situat în cripta (cameră subterană) de la baza monumentului. Mormântul este marcat numai cu data „1912-1918”, care marchează perioada dintre începutul Războaielor Balcanice și sfârșitul Primului Război Mondial.
Zona din jurul monumentului a fost amenajată în anul 2006.
Monumentul Soldatului Necunoscut a fost declarat Monument de Cultură de Importanță Excepțională în 1987, și este protejat de către Serbia.

## Speculații privind identitatea
Mai multe istorici importanți din Belgrad și Sarajevo au susținut că eroul necunoscut este un bosniac pe nume Sulejman Balić, un soldat din Duga Poljana, un oraș între Novi Pazar și Sjenica, care a luptat în armata sârbă împotriva Austro-Ungariei.

## Ceremonii
Monumentul este folosit pentru comemorări oficiale pentru cele mai importante date istorice. Președintele, primul-ministru și alți oficiali vizitează monumentul în cadrul ceremoniilor de depunere de coroane de Ziua Națională a Serbiei (15 februarie), de Ziua Victoriei (9 Mai), și 15 septembrie, data când frontul din Salonic a fost rupt în 1918.